# Dermatologia medicoquirúrgica i venereologia
La dermatologia (de l'idioma grec δέρμα derma, "pell") és la branca de la medicina encarregada de l'estudi de la pell, la seva estructura, funció i malalties. El professional mèdic que practica la dermatologia és un dermatòleg.

## Funcions
La pell és l'òrgan més gran del cos i, òbviament, el més visible. Encara que moltes malalties d'aquest òrgan es presenten aïllades, algunes d'aquestes són exterioritzades de dolencies internes. Per consegüent, un dermatòleg té coneixements en cirurgia, reumatologia (moltes de les malalties reumatològiques presenten símptomes cutànis), immunologia, neurologia (síndromes neurocutànis, com la neurofibromatosis i l'esclerosis tuberosa), malalties infeccioses i endocrinologia. També s'està incrementant la importància de l'estudi de la genètica.

### Subespecialitats
- La venerologia, que diagnostica i tracta les malalties de transmissió sexual.
- La flebologia, que s'ocupa de les dolencies del sistema venós superficial.

Totes dues subespecialitats són part de la pràctica dermatològica.
La dermatologia cosmètica porta molt de temps essent una part important en aquest camp, i els dermatòlegs són els principals innovadors d'aquesta àrea. Des de fa vaires dècades s'utilitza la dermobrasió per a pal·liar les cicatrius que deixa l'acne i la microtransferència de grasa per a reomplir defectes cutànis. Més recentment, aquests professionals han estat la força impulsora en el desenvolupament i maneig segur i efectiu de tècniques com el làser, nous agents per a reomplir zones de la pell (col·lagen i àcid hialurònic), la toxina botulínica, procediments no agressius per rejuvenir la pell amb làser, sistemes de llum pulsàtil intensa, teràpia fotodinàmica i el peeling químic.